# Шепот (Ивано-Франковская область)
Ше́пот (укр. Шепіт) — село в Косовской городской общине Косовского района Ивано-Франковской области Украины.
Население по переписи 2001 года составляло 1752 человека. Занимает площадь 36,2 км². Почтовый индекс — 78642. Телефонный код — 03478.